# Palast von Galatas

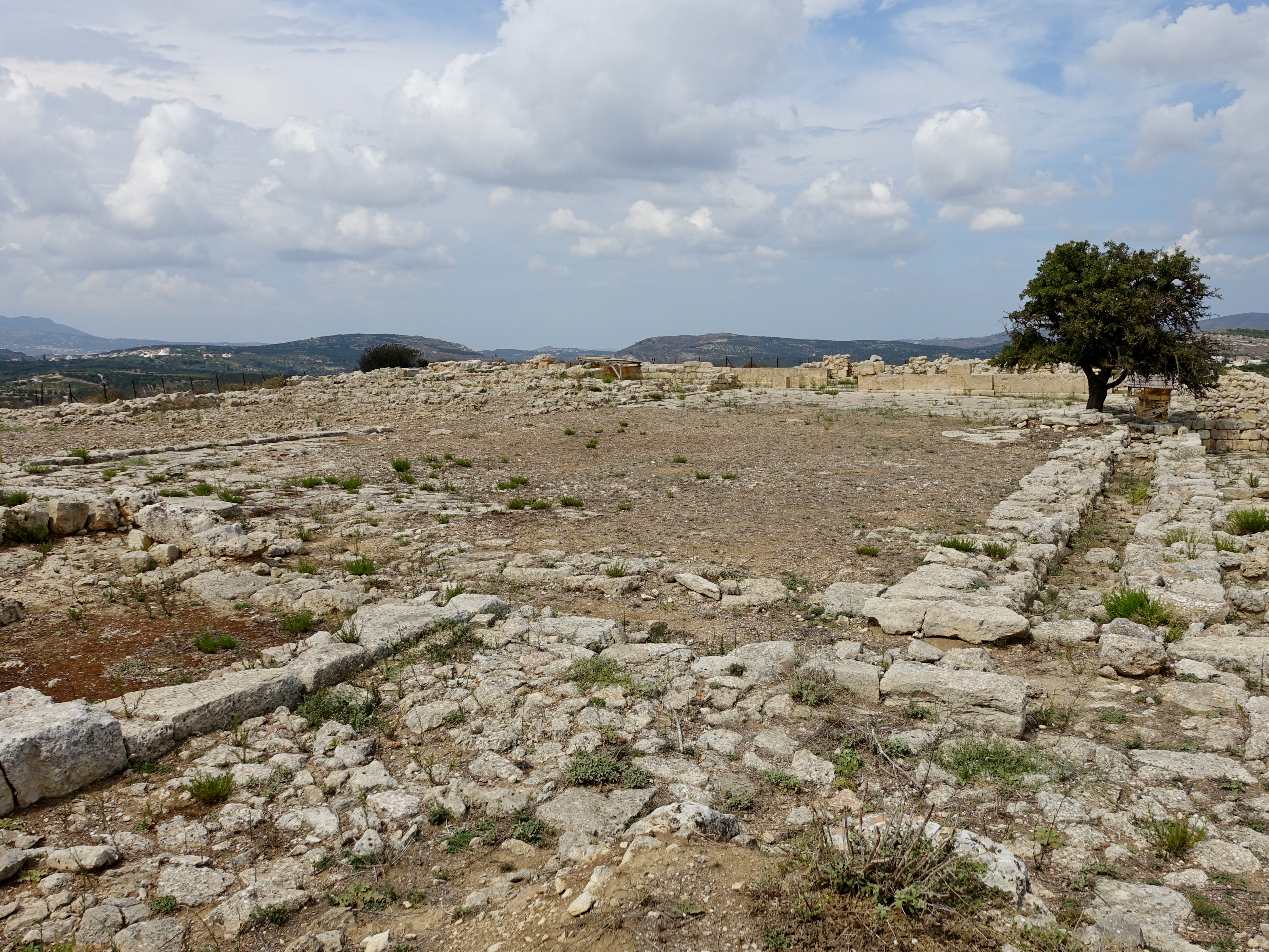
Ausgrabungsstätte von Galatas

Als Palast von Galatas (griechisch Ανάκτορο Γαλατά Anaktoro Galata) wird eine archäologische Ausgrabungsstätte im Zentrum der griechischen Insel Kreta bezeichnet. Sie befindet sich nordwestlich der Stadt Arkalochori (Αρκαλοχώρι) in der Gemeinde Minoa Pediada (Μινώα Πεδιάδα) des Regionalbezirks Iraklio. Die Überreste der Palastanlage mit angrenzender Siedlung aus der Zeit der minoischen Kultur wurden Anfang der 1990er Jahre entdeckt und von 1992 bis 2005 ausgegraben. Seitdem beschränken sich die Untersuchungen auf Gebäude außerhalb des Palastes. Die Ausgrabungsstätte ist von einem Zaun umgeben und öffentlich nicht zugänglich.

## Lage und Geschichte
Die Ausgrabungsstätte befindet sich am nördlichen Ende des felsigen Hügels Galatiani Kefala (Γαλατιανή Κεφάλα) etwa 700 Meter südlich des Ortes Galatas (Γαλατάς) westlich der Straße nach Archontiko (Αρχοντικό). Die minoische Palastanlage liegt auf einer Höhe von etwas über 400 Metern über dem Meeresspiegel. Der nächstgrößere Ort ist das drei Kilometer südöstlich gelegene Arkalochori. Dort befand sich in minoischer Zeit auf dem Hügel Agios Ilias (Άγιος Ηλίας) eine Kulthöhle, in der zahlreiche Votivgaben gefunden wurden, unter anderem die beschriftete bronzene Doppelaxt von Arkalochori. Weitere minoische Paläste Zentralkretas lagen unter dem 10 Kilometer nordwestlich liegenden Archanes, 15,5 Kilometer nordwestlich in Knossos und im 41,5 Kilometer südwestlich liegenden Phaistos.

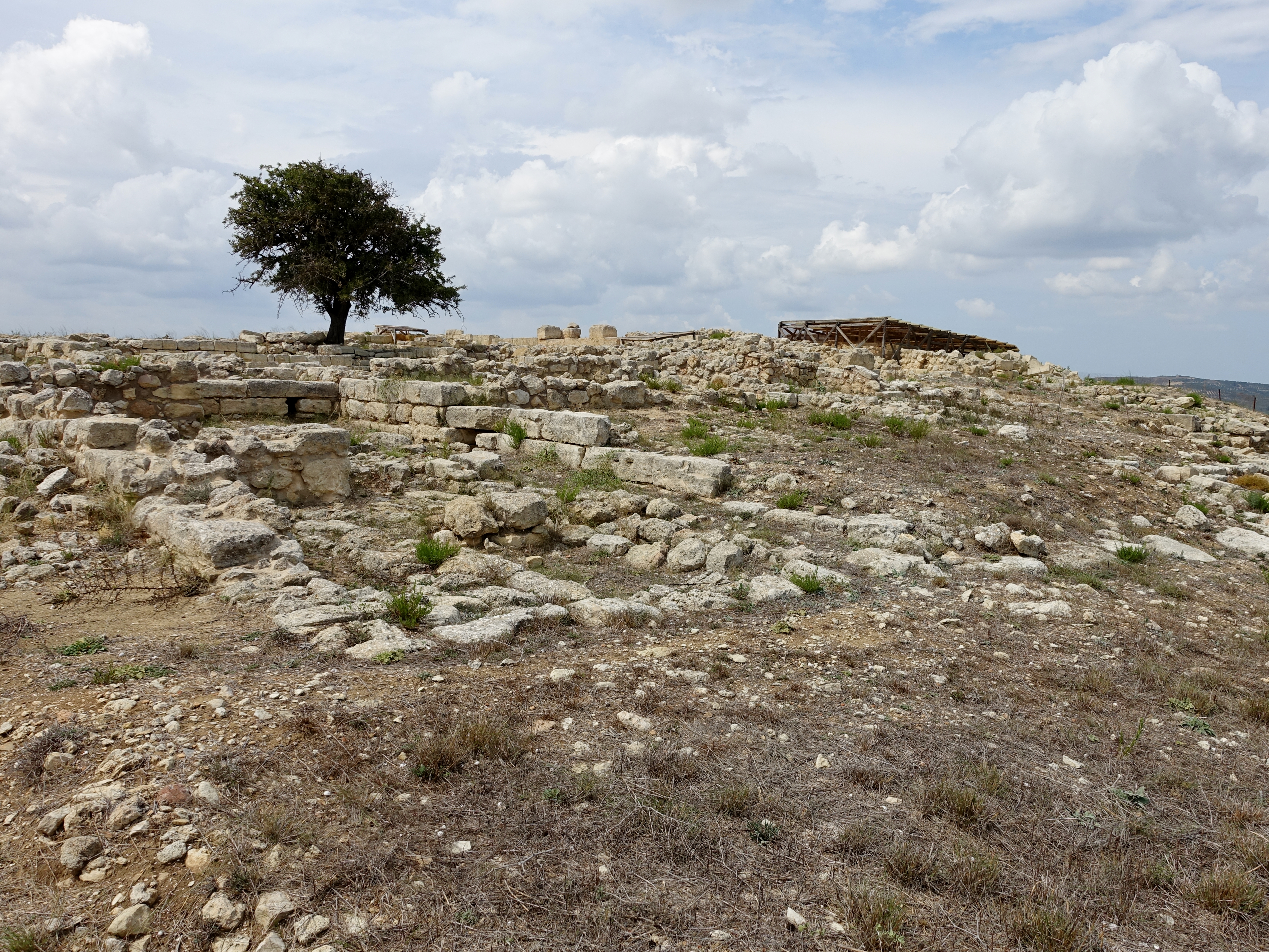
Ostflügel des Palastes

Der Palast von Galatas wurde unmittelbar nördlich des mit 435 Metern höchsten Punktes des Galatiani Kefala errichtet. Die Gebäude und der 16 × 32 Meter große gepflasterte Zentralhof, der viertgrößte nach Knossos, Mallia und Phaistos, sind annähernd in Nord-Süd-Richtung erbaut, wobei sich die minoische Siedlung nach Südosten den Hügel hinab erstreckte. Nach Westen fällt der Hügel steil ab. Dort befindet sich ein Bach, der im Norden in den Fluss Astrakianos potamos (Αστρακιανός ποταμός) übergeht, der wiederum über den Karteros potamos (Καρτερός ποταμός) 18 Kilometer nördlich bei Amnissos in die Ägäis mündet. Das eingezäunte Gebiet der Ausgrabungsstätte umschließt eine Fläche von etwa 80 × 90 Metern. Von dem ursprünglich 4-flügeligen Gebäude, das den Zentralhof umgab, ist der Ostflügel am besten erhalten. Im Norden begrenzte den Zentralhof eine Fassade aus Quadermauerwerk. Etwa 50 der erhaltenen Steinblöcke besitzen Maurerzeichen. Eine Besonderheit stellt eine 3 × 1,5 Meter große zentrale Feuerstelle in einem Raum mit vier Säulen im Ostflügel dar. Unterhalb der Ascheschicht fanden sich Fragmente eines Wandgemäldes, das einen Teil einer Landschaft zeigt.

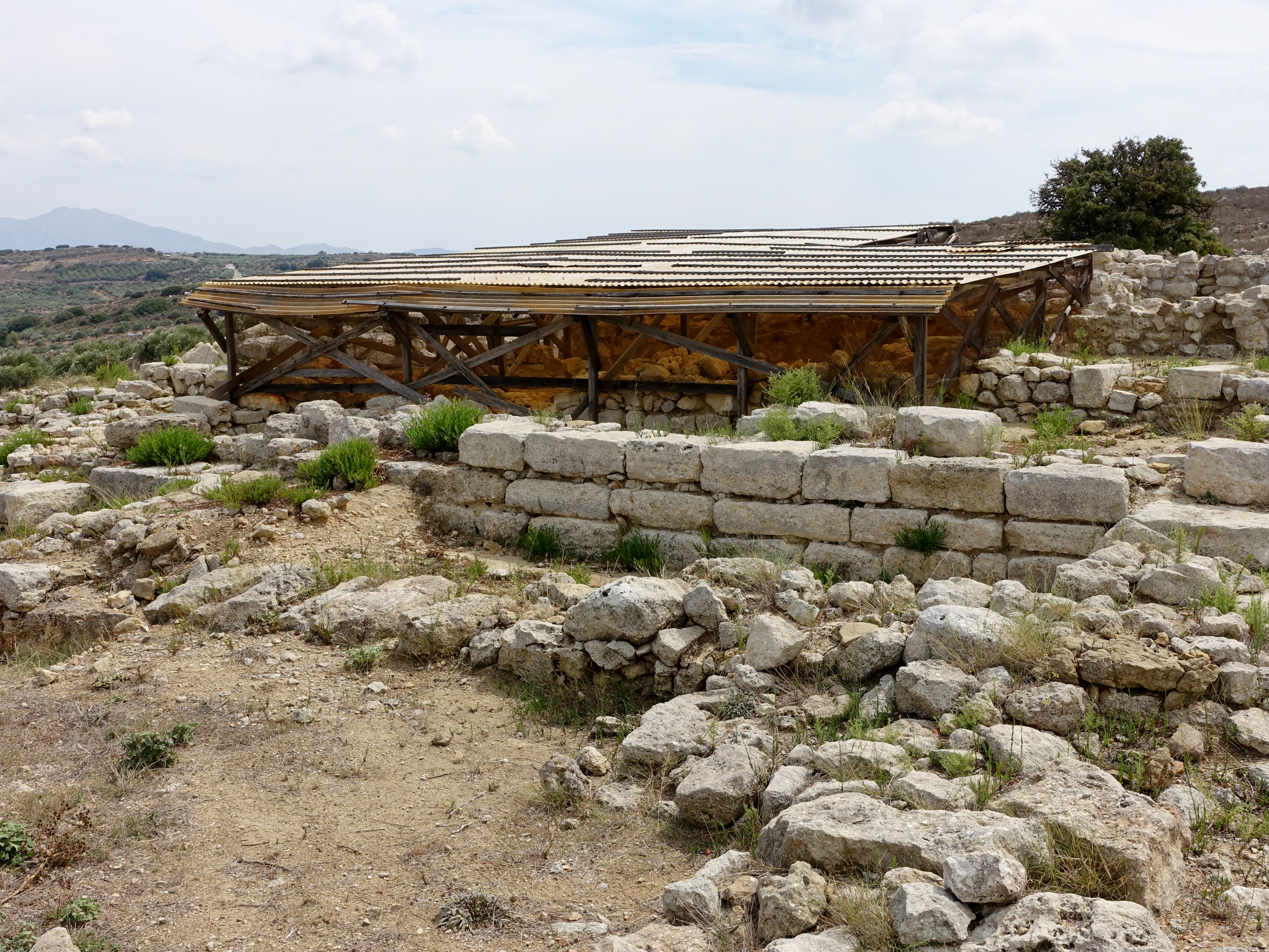
Geschützter Bereich im Nordflügel

Berichte über Raubgrabungen führten im Winter 1991/1992 zur Entdeckung der Fundstätte und ersten Sondierungsgrabungen auf dem Galatiana Kefala. Zwei Jahre nach Beginn der systematischen Ausgrabungen bei Galatas ab 1995 unter der Leitung von Giorgos Rethemiotakis gab dieser 1997 die Entdeckung einer neuen minoischen Palastanlage bekannt. Erste menschliche Aktivitäten auf dem Galatiana Kefala konnten jedoch schon seit der frühminoischen Periode FM I nachgewiesen werden. Früheste Architekturelemente stammen aus der mittelminoischen Zeit MM I B, als eine kleine Siedlung den nördlichen Bereich des Hügels einnahm. Auf den Ruinen dieser protopalatialen Siedlung entstand innerhalb der mittelminoschen Periode MM III B im 17. Jahrhundert v. Chr. ein monumentaler Palastbereich als Mittelpunkt eines über mindestens 70.000 m² reichenden städtischen Zentrums. Zu Beginn der spätminoischen Phase SM I A verlor das Bauwerk seinen palastartigen Charakter und wurde am Ende dieses Zeitraums durch ein Erdbeben zerstört. Als städtischer Mittelpunkt der Umgebung bestand die Ansiedlung fort, bis sie am Ende der spätminoischen Periode SM I B durch einen Brand zerstört wurde. Erst in der spätminoischen Zeit SM III A2 bis SM III B fanden erneut Bautätigkeiten in Teilen der zerstörten neopalatialen Gebäude statt.
Die besondere Bedeutung des Palastes von Galatas besteht darin, dass er nur in einer Periode, der Neupalastzeit, erbaut wurde, während die anderen minoischen Paläste Kretas Vorläufer in der Altpalastzeit hatten. Zudem verlor er schon früh in der spätminoischen Zeit seine Funktion als Sitz des politischen Zentrums zur Kontrolle der Region. Ganze Bereiche des Palastes wurden aufgegeben oder für andere Zwecke umgebaut. Hingegen blieben die Wohnviertel in Gebrauch. Rethemiotakis glaubt, dass das gesamte Gebiet um den Palast von Galatas von einer plötzlichen Krise heimgesucht wurde, wobei er sich auf einige Hinweise aus der Region stützt, wie Funde aus der Höhle von Arkalochori. Die Zerstörung der urbanen Siedlung durch einen Brand am Ende von SM I B korreliert mit den Zerstörungen auf der gesamten Insel zwischen 1500 und 1430 v. Chr. und weist auf die mykenische Eroberung Kretas hin.